# Gonomyia (Leiponeura) fuscohalterata
Gonomyia (Leiponeura) fuscohalterata is een tweevleugelige uit de familie steltmuggen (Limoniidae). De soort komt voor in het Australaziatisch gebied.